# チャールズ・マッキントッシュ

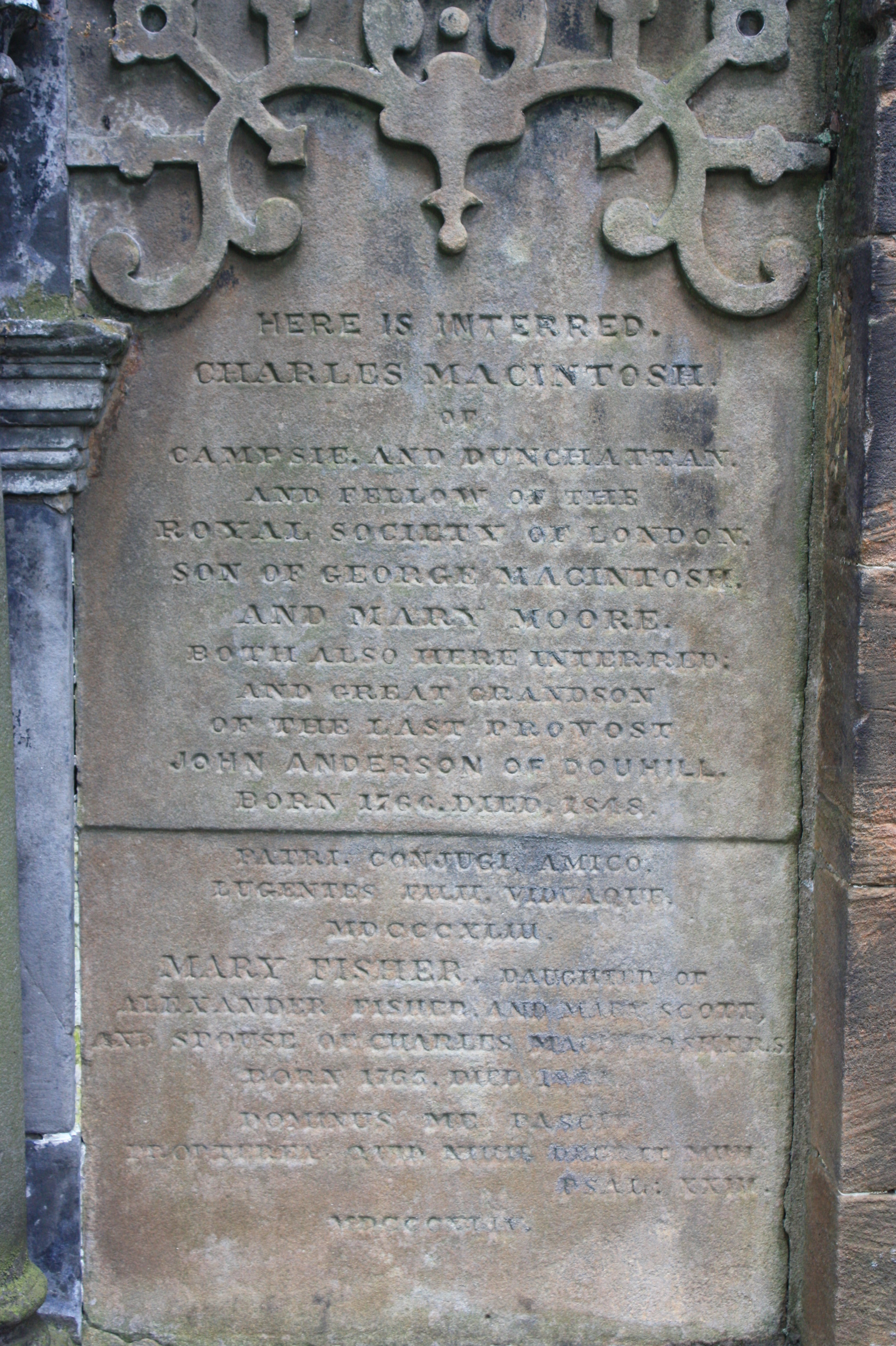
グラスゴー大聖堂にあるチャールズ・マッキントッシュの墓

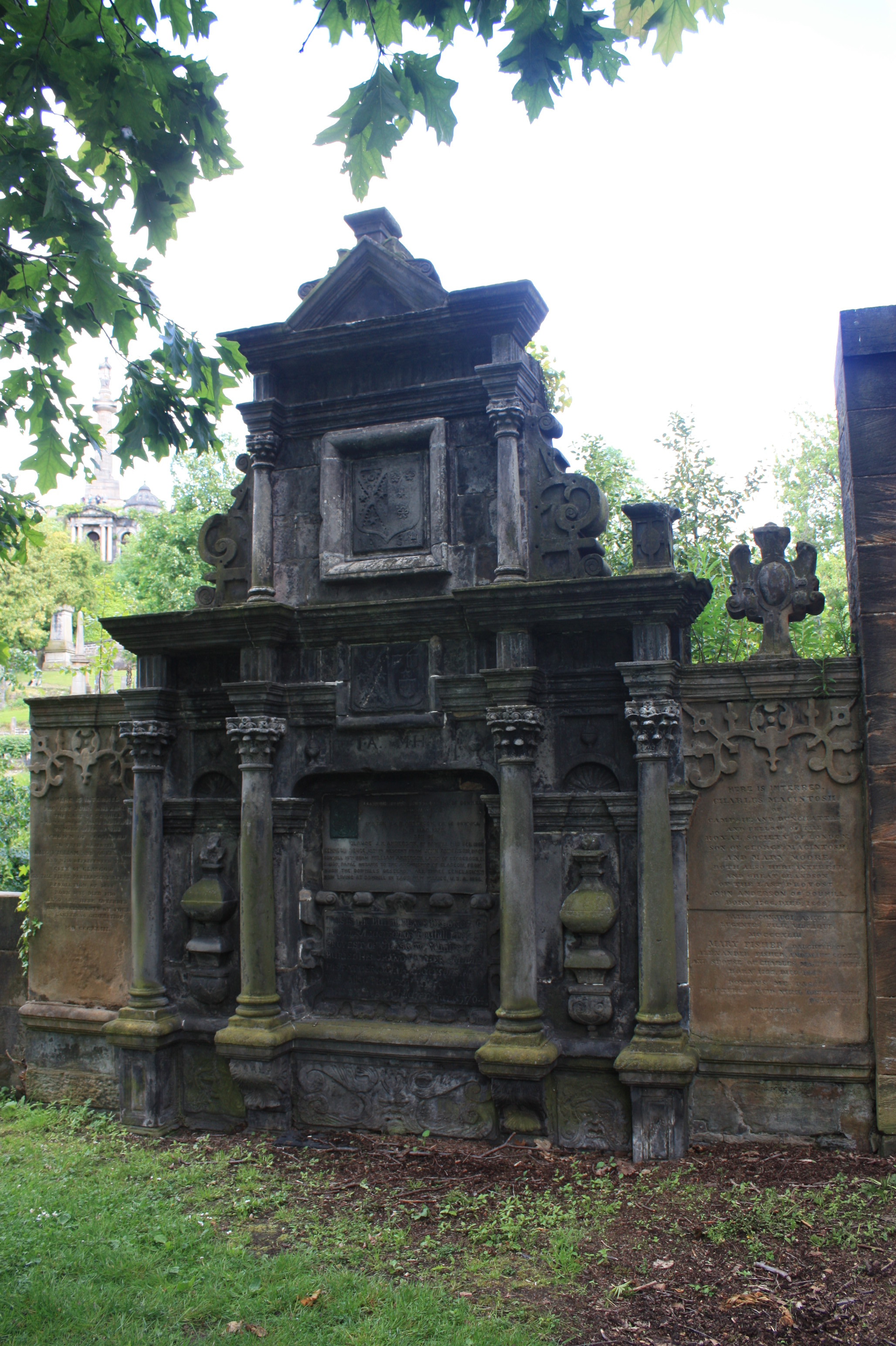
グラスゴー大聖堂にあるアンダーソン牧師の墓。 マッキントッシュの名が、彼の偉大な孫の一人として刻まれている。

チャールズ・マッキントッシュ（Charles Macintosh, 1766年12月29日 - 1843年7月25日）は、スコットランドの化学者であり、防水布の発明で知られる。
レインコートのマッキントッシュは、彼の名前に因むものである。
2016年12月29日、Google Doodleがマッキントッシュの生誕250年を記念したものになった。

## 生涯
グラスゴーでジョージ・マッキントッシュ(George Macintosh)とメアリー・ムーア(Mary Moore)の子として生まれた。最初の職業は店員だった。1790年にグラスゴーの商人であるアレクサンダー・フィッシャー(Alexander Fisher)の娘と結婚した。2人の間には1子（ジョージ・マッキントッシュ（1791年-1848年））がある。
彼は余暇を科学、特に化学の研究に当て、20歳になる前に店員を辞めて化学物質の製造を行うようになった。彼は大いに成功し、様々な新しい製造法を発明した。タール・ナフサについての実験が、防水布の発明につながった。タールやナフサが天然ゴムを溶かすことに着目し、2枚の布の間に溶かした天然ゴムを塗って圧着した防水布を発明した。1823年、化学における発見により王立協会フェローに選出された。
彼は1843年に亡くなり、グラスゴー大聖堂の墓地に埋葬された。